# Lorenzo Viviani
Lorenzo Viviani (La Spezia, 3 dicembre 1982) è un politico italiano, deputato della XVIII legislatura per la Lega.

## Biografia

### Inizi
Nato in una famiglia di pescatori di Monterosso, ne ha appreso fin da subito il mestiere. Dopo essersi laureato a pieni voti in scienze biologiche all'Università di Genova, è diventato comandante di un'imbarcazione dedita alla pesca, collaborando con i principali enti scientifici del suo ateneo. Ha partecipato inoltre sia a campagne oceanografiche nel Mediterraneo sia alla XXVIII spedizione in Antartide, come membro dello staff di ricerca.

### Carriera politica
Nel 2017 è entrato in politica candidandosi con la Lega Nord al consiglio comunale della Spezia, dove viene infine eletto e nominato anche capogruppo di partito.
L'anno successivo si candida alla Camera dei deputati in vista delle elezioni politiche nella circoscrizione Liguria, dove è stato eletto grazie al sistema plurinominale. Durante la legislatura è entrato a far parte della commissione per l'agricoltura e la pesca.
Dal novembre 2019 è commissario della Lega del comune di Genova.
Nel 2022 viene rieletto consigliere comunale a La Spezia.
Alle elezioni politiche anticipate del 25 settembre 2022 viene candidato per la Camera in terza posizione nel collegio plurinominale Veneto 2 - 01 ma non è rieletto.
Nell’ottobre del 2024 diventa presidente del Parco nazionale delle Cinque Terre su nomina del Ministro dell’Ambiente.